# 周弘宇墓道石刻
周弘宇墓道石刻位于中国浙江省宁波市海曙区古林镇薛家村薛家自然村西南老虎坟滩，明代墓前石刻，墓地面积150平方米，墓室及神道坊毁于文革期间，石刻造像保存基本完整且有残损，石刻由西而东排列为石羊、石虎、文相等，2007年公布为鄞州区文物保护单位，2018年12月28日因行政区划调整公布为海曙区文物保护单位。